# 北海道立北見高等技術専門学院
北海道立北見高等技術専門学院 （ほっかいどうりつきたみこうとうぎじゅつせんもんがくいん）は、北海道北見市にある道立の職業能力開発校である。普通職業訓練の普通課程として5科が設置されているほか、短期間の離職者訓練や在職者訓練などを実施する能力開発総合センターを設置している。

## 設置訓練科
- 電気工学科（2年制・昼間）
- 自動車整備科（2年制・昼間）
- 造形デザイン科（2年制・昼間）
- 建築デザイン科（2年制・昼間）
- 電子機械科（2年制・昼間）（令和元年度入学生まで）
- 機械技術科（2年生・昼間）（令和2年度入学生から）

## 所在地
- 北見市末広町356-1

## 取得できる資格・免許状

### 電気工学科
- 第二種電気工事士
- 第一種電気工事士
- 消防設備士甲種4類
- 消防設備士乙種7類
- 工事担任者
- 2級電気工事施工管理技士
- 職業訓練指導員（修了後に実務経験2年で受験資格）

### 自動車整備科
- ガス溶接技能講習修了証
- アーク溶接特別安全衛生教育修了証
- 国家2級ガソリン自動車整備士
- 国家2級ジーゼル自動車整備士
- 整備主任者
- 自動車検査員
- 職業訓練指導員（修了後に実務経験2年で受験資格）

### 造形デザイン科
- 技能士補
- 技能証
- インテリアコーディネーター
- カラーコーディネーター
- 木工加工用機械作業主任者
- 2級技能士（修了後に受験資格）
- 1級技能士（2級合格後に実務経験2年で受験資格）
- 職業訓練指導員（修了後に実務経験2年で受験資格）

### 建築デザイン科
- CADトレース技士
- 福祉住環境コーディネーター
- インテリアコーディネーター
- 3級技能士（在学中より受験資格）
- 二級建築士・木造建築士（修了後に実務経験2年で受験資格）
- 2級建築施工管理技士（修了後に実務経験4年で受験資格）
- インテリアプランナー
- 職業訓練指導員（修了後に実務経験2年で受験資格）

### 電子機械科
- ガス溶接技能講習修了証
- アーク溶接等の業務に係る特別教育修了証
- 技能士補（修了（技能照査に合格）により付与）
- 2級技能士（修了後に受験資格）
- 1級技能士（2級合格後に実務経験2年で受験資格）
- 職業訓練指導員（修了後に実務経験2年で受験資格）

### 機械技術科（令和2年度より）
- ガス溶接技能講習修了証
- アーク溶接等の業務に係る特別教育修了証
- 技能士補（修了（技能照査に合格）により付与）
- 3級技能士（在学中より受験資格）
- 2級技能士（3級合格後に2年次に受験資格）
- 1級技能士（2級合格後に実務経験2年で受験資格）
- 職業訓練指導員（修了後に実務経験2年で受験資格）